# Naraka (Asura)

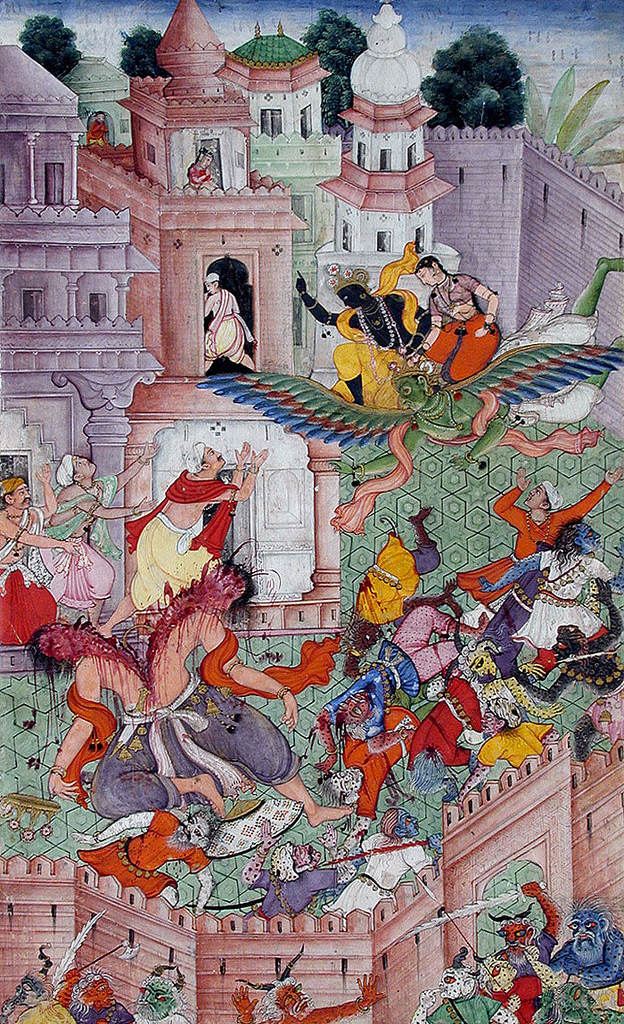
Tod Narakas durch die Wurfscheibe (chakra) Krishnas (Miniaturmalerei aus der Zeit Akbars; um 1600)

Naraka ist ein Dämon (asura) aus der Mythologie des Hinduismus. Er wird im Mahabharata und im Ramayana erwähnt; im Bhagavatapurana werden die Legenden noch weiter ausgeschmückt.

## Mythos
Naraka war der Sohn von Vishnu in seiner Inkarnation als Eber (varaha) und der Erdgöttin Bhudevi. Seine Mutter erhielt von ihrem Gemahl das Versprechen eines langen Lebens und großer Macht für ihren Sohn, doch waren es gerade diese beiden Dinge, die ihn übermütig und grausam werden ließen. Gemeinsam mit dem Dämon Banasura brachte Naraka viele Königreiche unter seine Kontrolle; danach richtete er seine Aufmerksamkeit auf Svargaloka, das Paradies des Gottes Indra, der vor dem Ansturm des Dämonenheeres die Flucht ergriff. Auf diese Weise schwang sich Naraka zum Herr von Himmel und Erde empor. Er stahl die Ohrringe der Himmelsgöttin Aditi und entführte 16.000 Frauen.
Die Götter (devas) mit Indra an ihrer Spitze wandten sich an Vishnu mit der Bitte um Hilfe, die er – eingedenk des seiner Frau gegebenen Versprechens – jedoch nicht sofort gewähren konnte, sondern erst dann, wenn er als Krishna wiedergeboren würde. Naraka führte somit noch ein langes Schreckensregiment bis schließlich Krishna erschien. Mit einem ähnlichen Anliegen wandte sich auch Aditi an Krishnas Gemahlin Satyabhama. Gemeinsam flogen die beiden auf dem Himmelsadler Garuda, dem Reittier (vahana) Vishnus zu Narakas Palastfestung Pragjyotisha, wo Krishna dem Dämon mit seiner Wurfscheibe (chakra) den Kopf abtrennte bzw. seinen Körper in zwei Hälften spaltete.
Eine weitere Legende erzählt, dass Naraka eines Tages die Gottin (devi) Kamakhya heiraten wollte – diese willigte ein unter der Bedingung, dass er binnen einer Nacht und bevor der Hahn kräht eine Treppe vom Fuß des Nilachal-Berges bis hinauf zum Tempel an seiner Spitze bauen müsse. Naraka nahm die Herausforderung an und wäre wohl auch mit seiner Arbeit fertig geworden, wenn nicht Kamakhya einem Hahn den Hals umgedreht hätte, der jedoch vorher noch einmal laut krähte.